# 金玟
金玟（韓語：김민，1973年6月8日—），女，韓國演員。

## 演藝經歷
曾演出舞台剧。当过韩国电视台如KBS、SBS、ITV记者。做过韩国KBS娱乐新闻节目中的「Hollywood Reporter」单元主持。于1998年演出电视剧《只爱陌生人》女主角而一举成名。2006年嫁給電影導演李志昊。

## 演出作品

### 電視劇
- 1999年：KBS《只愛陌生人》
- 2000年：KBS《陽光滿懷》
- 2001年：SBS《守護天使》飾 洪智秀
- 2003年: 《熱血忠魂之獨行侍衛 （页面存档备份，存于）》飾 永寧公主
- 2004年：SBS《愛在哈佛》飾 柳珍雅
- 2005年：MBC《愛情餐歌》飾 洪秀珍

### 電影
- 1998年：《情事》
- 1998年：《戀風戀歌》（客串）
- 2001年：《特務迷城》
- 2001年：《黑洞》
- 2001年：《GO》（客串）
- 2002年：《Oh!la la Sisters》

### MV
- 2001年：張惠真《Beautiful Days》【蘇志燮】